# Ferrari America

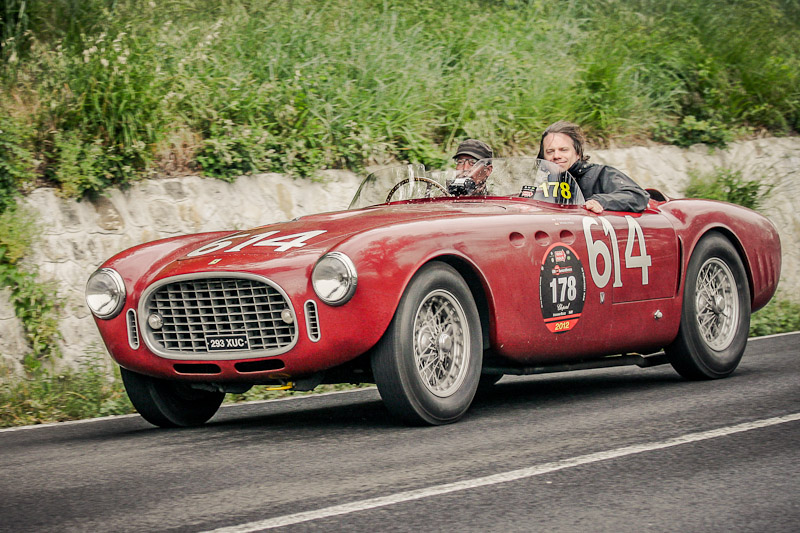
Een Ferrari 340 America

Ferrari America is een serie auto's uit de Gran Turismo-klasse die in de periode 1951 t/m 1967 werden geproduceerd door het Italiaanse automerk Ferrari.
Er zijn zeven verschillende modellen gebouwd, die weer eigen uitvoeringen hadden:
- 340 America, gebouwd in de periode 1950 - 1952, 23 exemplaren.
- 342 America, gebouwd in  1952, 6 exemplaren.
- 375 America, gebouwd in 1953 - 1954, 11 exemplaren.
- 410 Superamerica, gebouwd in 1955 - 1959, 35 exemplaren.
- 400 Superamerica, gebouwd in 1959 - 1964 ,47 exemplaren.
- 500 Superfast, gebouwd in 1964 - 1966, 36 exemplaren.
- 365 California, gebouwd in 1966 - 1967, 14 exemplaren.